# Oliviero Toscani
Oliviero Toscani (Milà, 28 de febrer de 1942 - 13 de gener de 2025) va ser un fotògraf italià, reconegut principalment per les seves campanyes publicitàries dissenyades per a la marca de roba Benetton. Una de les seves campanyes més famoses contenia una fotografia d'un malalt de sida, a un llit d'hospital, rodejat de familiars dolguts. Altres, incloïen al·lusions al racisme, la guerra, la religió i la pena de mort.
El 2005, Toscani va crear novament polèmica, quan va fer fotografies per a la campanya publicitària de la marca de roba masculina "Ra-Re". Els retrats eludien a l'homosexualitat masculina, d'una forma que va fer enfadar a diversos grups que debatien els drets dels homosexuals.